# بوكوموك سيتي
بوكوموك سيتي (ماريلاند) (بالإنجليزية: Pocomoke City, Maryland)‏ هي مدينة تقع في الولايات المتحدة في Worcester County. يقدر عدد سكانها بـ 4,184 نسمة ومساحتها 10.20 كم2 وترتفع عن سطح البحر 2 متر.

## التركيبة السكانية
قام مكتب تعداد الولايات المتحدة بتحديد بيانات التركيبة السكانية لبوكوموك سيتيفي تعداد الولايات المتحدة. في ما يلي، التركيبة السكانية حسب تعدادي 2000 و2010.

### تعداد عام 2000
بلغ عدد سكان بوكوموك سيتي 4,098 نسمة بحسب تعداد عام 2000، وبلغ عدد الأسر 1,596 أسرة وعدد العائلات 1,058 عائلة مقيمة في المدينة. في حين سجلت الكثافة السكانية 1,346.5 نسمة لكل ميل مربع (519.9/كم2). وبلغ عدد الوحدات السكنية 1,764 وحدة بمتوسط كثافة قدره 579.6 نسمة لكل ميل مربع (223.8/كم2).
وتوزع التركيب العرقي للمدينة بنسبة 50.73% من البيض و 0.46% من الأمريكيين الأصليين و 0.46% من الأمريكيين ذوي الأصول الآسيوية و 0.02% من سكان جزر المحيط الهادئ و 46.36% من الأمريكيين الأفارقة و 1.61% من عرقين مختلطين أو أكثر.
بلغ عدد الأسر 1,596 أسرة كانت نسبة 35.8% منها لديها أطفال تحت سن الثامنة عشر تعيش معهم، وبلغت نسبة الأزواج القاطنين مع بعضهم البعض 38.6% من أصل المجموع الكلي للأسر، ونسبة 24.0% من الأسر كان لديها معيلات من الإناث دون وجود شريك، وكانت نسبة 33.7% من غير العائلات. تألفت نسبة 29.9% من أصل جميع الأسر من أفراد ونسبة 16.8% كانوا يعيش معهم شخص وحيد يبلغ من العمر 65 عاماً فما فوق. وبلغ متوسط حجم الأسرة المعيشية 3.11، أما متوسط حجم العائلات فبلغ 2.51.
بلغ العمر الوسطي للسكان 36 عاماً. وكانت نسبة 7.8% بين الثامنة عشر والأربعة وعشرون عاماً، ونسبة 26.7% كانت واقعةً في الفئة العمرية ما بين الخامسة والعشرون حتى والأربعة وأربعون عاماً، ونسبة 19.1% كانت ما بين الخامسة والأربعون حتى الرابعة والستون، ونسبة 16.0% كانت ضمن فئة الخامسة والستون عاماً فما فوق. يوجد لكل 100 أنثى 83.6 ذكر، ويوجد لكل 100 أنثى في الثامنة عشر من عمرها فما فوق 74.7 ذكر.
وكان متوسط دخل الذكور 32,175 دولار مقابل 19,362 دولار للإناث. وسجل دخل الفرد الخاص بالمدينة 17,301 دولار. وكانت نسبة 13.6% من العائلات ونسبة 18.3% من السكان تحت خط الفقر، وكان من هؤلاء نسبة 31.8% تحت سن الثامنة عشر ونسبة 13.2% في الخامسة والستين من العمر وما فوق.

### تعداد عام 2010
بلغ عدد سكان بوكوموك سيتي 4,184 نسمة بحسب تعداد عام 2010، وبلغ عدد الأسر 1,626 أسرة وعدد العائلات 1,077 عائلة مقيمة في المدينة. في حين سجلت الكثافة السكانية 1,133.9 نسمة لكل ميل مربع (437.8/كم2). وبلغ عدد الوحدات السكنية 1,894 وحدة بمتوسط كثافة قدره 513.3 لكل ميل مربع (198.2/كم2).
وتوزع التركيب العرقي للمدينة بنسبة 49.5% من البيض و 0.5% من الأمريكيين الأصليين و 1.3% من الأمريكيين ذوي الأصول الآسيوية و 45.8% من الأمريكيين الأفارقة و 2.0% من عرقين مختلطين أو أكثر.
بلغ عدد الأسر 1,626 أسرة كانت نسبة 38.7% منها لديها أطفال تحت سن الثامنة عشر تعيش معهم، وبلغت نسبة الأزواج القاطنين مع بعضهم البعض 35.5% من أصل المجموع الكلي للأسر، ونسبة 24.9% من الأسر كان لديها معيلات من الإناث دون وجود شريك، بينما كانت نسبة 5.8% من الأسر لديها معيلون من الذكور دون وجود شريكة وكانت نسبة 33.8% من غير العائلات. وبلغ متوسط حجم الأسرة المعيشية 3.10، أما متوسط حجم العائلات فبلغ 2.52.
بلغ العمر الوسطي للسكان 36.4 عاماً. وكانت نسبة 27.8% من القاطنين تحت سن الثامنة عشر، وكانت نسبة 9.2% بين الثامنة عشر والأربعة وعشرون عاماً، ونسبة 23.4% كانت واقعةً في الفئة العمرية ما بين الخامسة والعشرون حتى والأربعة وأربعون عاماً، ونسبة 24.4% كانت ما بين الخامسة والأربعون حتى الرابعة والستون، ونسبة 15.2% كانت ضمن فئة الخامسة والستون عاماً فما فوق.